# Ulrich Hartmann (Manager)
Ulrich Hartmann (* 7. August 1938 in Berlin; † 13. Januar 2014 in Düsseldorf) war ein deutscher Jurist und Industriemanager. Er war Vorstands- und Aufsichtsratsvorsitzender der Energiekonzerne VEBA bzw. E.ON AG.

## Leben
Der Sohn des früheren Finanzstaatssekretärs und VEBA-Vorstandsvorsitzenden Alfred Hartmann (1894–1967) studierte nach dem Abitur in Bonn von 1958 bis 1967 Rechtswissenschaften an den Universitäten München, Berlin und Bonn. Nach dem zweiten Staatsexamen arbeitete er bis 1971 zunächst für die Treuarbeit AG in Düsseldorf als Wirtschaftsprüfer. 1971 bis 1972 war er Vorstandsassistent bei der Deutsche Leasing AG.
Ab 1973 arbeitete Hartmann für die VEBA Kraftwerke Ruhr AG in Gelsenkirchen. Bis 1975 war er dort Justitiar, danach bis 1980 Leiter des Vorstandsbüros. 1980 wurde er Vorstandsmitglied der VEBA-Tochter Nordwestdeutsche Kraftwerke AG (NWK) in Hamburg, verantwortlich für Finanz-, Rechnungswesen, Recht und Steuern. 1985 fusionierte die NWK mit der PreussenElektra und Hartmann war von 1985 bis 1989 Finanzvorstand der PreussenElektra AG.
Seit 1989 war Hartmann auch Finanzvorstand des VEBA-Mutterkonzerns. Nach dem Unfalltod des vorherigen VEBA-Chefs Klaus Piltz wurde Hartmann im April 1993 zum neuen Vorstandsvorsitzenden und behielt dieses Amt auch, nachdem im Jahr 2000 VEBA und VIAG zur E.ON AG fusionierten. Durch Erwerb der Stimmenanteile von BP und der RAG AG im Eigentümerkreis der Ruhrgas AG leitete er die spätere Übernahme des führenden deutschen Gaskonzerns durch E.ON ein. Hartmann galt als Verfechter einer Unternehmenspolitik, die den Shareholder Value in den Vordergrund unternehmerischen Handelns stellte.
Im Mai 2003 wurde Wulf Bernotat zu seinem Nachfolger im Amt des Vorstandsvorsitzes gewählt. Hartmann wechselte an die Spitze des E.ON-Aufsichtsrates (bis Mai 2011). Darüber hinaus war er Aufsichtsrat mehrerer Unternehmen wie Daimler und Henkel sowie Aufsichtsratsvorsitzender der Ruhrgas AG, RAG und Münchener Rück.
Er war Aufsichtsratsvorsitzender der IKB Deutsche Industriebank, als diese im Juli 2007 in eine existenzielle Krise geriet.  Die Deutsche Bank hatte der IKB schlecht gesicherte US-Hypothekendarlehen verkauft (zu einem Zeitpunkt, als sie selbst schon auf einen Wertverfall dieser Papiere wettete) und am 27. Juli 2007 der IKB die Kreditlinien gekürzt.
Hartmann war gleichzeitig auch Aufsichtsrat bei der Deutsche Bank und damit möglicherweise in einem Interessenkonflikt.
Er war bis März 2008 (als die Jahreshauptversammlung 2007 stattfand) IKB-Aufsichtsratsvorsitzender; sein Nachfolger wurde Werner Oerter. 
Hartmann starb am 13. Januar 2014 nach langer schwerer Krankheit im Alter von 75 Jahren.
Er war verheiratet und Vater zweier Kinder.

## Ehrungen
- Bundesverdienstkreuz 1. Klasse (1998)
- Ehrendoktor der EBS Universität für Wirtschaft und Recht in Oestrich-Winkel (1999)
- „Manager des Jahres“ der Wirtschaftswoche (2001)
- Jan-Wellem-Ring der Stadt Düsseldorf (2004)
- Verdienstorden des Landes Nordrhein-Westfalen (2005)
- Namensgebung des Kraftwerkblocks Irsching 4: Kraftwerk Ulrich Hartmann[4] (2011)[5]